# Lars Bergman (1789–1867)
Lars Bergman, född 19 oktober 1789 i Skarstads församling, Skaraborgs län, död 30 november 1867 i Göteborgs Kristine församling, var en svensk grosshandlare och riksdagsman. Han var svärfar till Carl David Lundström.
Lars Bergman verkade som grosshandlare i Göteborg, och representerade staden i borgarståndet vid riksdagarna 1847/48 och 1850/51. Han var bland annat ledamot i bankoutskottet vid båda riksdagarna.